# E-Prix de Puebla
El e-Prix de Puebla fue una carrera de automovilismo válida para el Campeonato Mundial de Formula E que se disputó con monoplazas en el Autódromo Miguel E. Abed, ubicado en el municipio de Amozoc, a 18 km al oriente de la ciudad de Puebla, México. En 2021 fue el reemplazo del e-Prix de Ciudad de México, debido a que el Autódromo Hermanos Rodríguez se estuvo utilizando como hospital temporal durante la Pandemia de COVID-19. Se disputaron dos rondas puntuables el 19 y 20 de junio para la temporada 2020-21 de Fórmula E. Durante ambas carreras, el auto de seguridad fue conducido por la piloto poblana Majo Rodríguez.

## Resultados
| Año     | Piloto          | Equipo                    | Circuito       | Resultados |
| ------- | --------------- | ------------------------- | -------------- | ---------- |
| 2020-21 | Lucas di Grassi | Audi Sport ABT Schaeffler | Miguel E. Abed | Resultados |
| 2020-21 | Edoardo Mortara | ROKIT Venturi Racing      | Miguel E. Abed | Resultados |

## Estadísticas

### Pilotos con más victorias
| Victorias | Piloto          | Años |
| --------- | --------------- | ---- |
| 1         | Lucas di Grassi | 2021 |
| 1         | Edoardo Mortara | 2021 |

### Equipos con más victorias
| Victorias | Piloto   | Años |
| --------- | -------- | ---- |
| 1         | Audi ABT | 2021 |
| 1         | Venturi  | 2021 |